# ایزوبوتیل‌آمین
ایزوبوتیل‌آمین (به انگلیسی: Isobutylamine) با فرمول شیمیایی C۴H۱۱N یک ترکیب شیمیایی است. که جرم مولی آن ۷۳٫۱۴ g/mol می‌باشد. شکل ظاهری این ترکیب، مایع بی‌رنگ است.